# 三瀬顕
- 三瀬顯

三瀬 顕（みせ けん、1940年1月19日 - 2021年8月21日 ）は、日本の弁護士（登録番号：10475）。愛媛県大洲市出身。本名の読み方は三瀬顕（みせあきら）。

## 経歴
- 1963年3月、中央大学法学部卒業。
- 1964年司法試験合格。大阪弁護士会所属弁護士。のちに三瀬顕法律事務所を開設。
- 1985年から2010年までNHKの「バラエティー生活笑百科」の顧問として出演（隔週）。独特の剽軽さを持った親しみやすいキャラクターでお茶の間でも広く人気を得た。
- 参議院議員通常選挙においては、大阪府選挙区から出馬していた西川きよし（無所属、議員としては第二院クラブの院内会派に所属）の推薦人になっていた。

## 主な著書
- 『よくわかる！民法　イザというとき、コレを知らなければ損をする！』 （PHP研究所）
- 『暮らしのトラブル100問100答－困った時の法律相談』 （PHP研究所）
- 『手にとるように法律のことがわかる本－「仕組み」と「意味」が見て分かる』 （かんき出版）
- 『民法「困ったときに読む本」』（かんき出版）
- 『頭のいい民法実用書－世間の非常識、不条理に負けない知恵』 （スタープレス）
- 『男と女の法律マニュアル』（主婦と生活・監修）

## 出演
- バラエティー生活笑百科 （NHK総合 1985年4月から2010年10月まで）
- おっちゃんVSギャル（ABCテレビ 1990年代後半に出演）

その他、ラジオやテレビに多数出演。